# 變形子彈之歌
《變形子彈之歌》（英語：The Ballad of the Flexible Bullet）是一部由史蒂芬·金於1984年在《奇幻與科幻雜誌》上所連載的短篇小說，並於1985年收錄在短篇小說集《史蒂芬·金的故事販賣機》內。

## 故事簡介
雜誌編輯在一次作家聚會中，與在場作家分享他一個幾近瘋狂的經歷。過去曾有一位一炮而紅的作家投稿至編輯任職的雜誌社，編輯因此與這位作家聯絡，書信往來當中，編輯發現作家越趨古怪，他會認為所以電器當有害，要求搬到沒有電器的地方，他又認為打字機住了一位「福靈」，作家每晚都會用食物屑餵飼福靈，到了後期，作家變得更加偏激，最後更認為兒子要用玩具槍殺死福靈，而用真槍擊斃兒子。